# دوري سورينام لكرة القدم 2013-14
دوري سورينام لكرة القدم 2013-14 هو الموسم 80 من دوري سورينام لكرة القدم. كان عدد الأندية المشاركة فيه 10، وفاز فيه Inter Moengotapoe ‏.